# Рябина
Рябина́ (колишня назва Стара Рябина) — село, яке ділиться на Нову Рябину і Стару Рябину. Знаходиться в Україні у складі Кириківської селищної громади Охтирського району Сумської області. Населення становить 1228 осіб. Колишній орган місцевого самоврядування — Рябинівська сільська рада.
Після ліквідації Великописарівського району 19 липня 2020 року село увійшло до Охтирського району. Колишній сільській раді підпорядковувалось також село Катеринівка.

## Географія
Село Рябина знаходиться на лівому березі річки Ворскла в місці впадання в неї річки Рябина, вище за течією на відстані 2 км розташоване село Добрянське, нижче за течією на відстані 1,5 км розташоване село Іванівка, вище за течією річки Рябина на відстані 1,5 км розташоване село Яблучне. Річка в цьому місці звивиста, утворює лимани, стариці і заболочені озера. Поруч проходить автомобільна дорога Т 1705.
Село розташоване за 25 км від колишнього районного центру Великої Писарівки.
На північно-західній околиці села річка Весела Долина впадає у Ворсклу.

## Історія
Першими поселенцями села Рябина були втікачі з Правобережної України, Назва села походить від назви дерева горобина («рябина»), якими були порослі береги річки. Перші поселення виникли на так званому «городку». Поселення було вільне, не кріпосне. Пізніше стало називатися селом Стара Рябина.
Поселення селян-кріпаків виникли на території так званого «окопу» та на місці розташування сучасного будинку культури і заселялось кріпаками Нахімова та Єремеєва. Пізніше стало називатися селом Нова Рябина. Територія села входила до складу Богодухівського повіту Харківської губернії. Після скасування кріпосницького права власником землі на території села стала сільська земельна община, від якої селяни одержували наділи.
З 1917 — у складі УНР. З 1920 — постійний комуністичний режим. У 1929 році в селі створено перший колгосп. Потім утворилося 2 колгоспи в селі Нова Рябина (імені Сталіна та імені Будьонного) і 4 колгоспи в селі Стара Рябина (імені Петровського, імені Красіна, імені Шевченка, «Червона Україна»). У 1954 році всі колгоспи об'єднані в один колгосп «Червона Україна», який був учасником виставки досягнень народного господарства.
Село особливо постраждало внаслідок геноциду українського народу, проведеного окупаційним урядом СССР 1932—1933 та 1946–1947 роках. Зокрема, за поданням місцевої комуністичної влади село занесено на так звану чорну дошку. Під час організованого радянською владою Голодомору 1932—1933 років померло щонайменше 246 жителів села.
У 1990-х роках проводиться реорганізація колгоспу «Червона Україна» в агрофірму «Рябина», потім в акціонерно-пайове товариство закритого типу «Рябина», потім — у приватне підприємство «Рябина», товариство з обмеженою відповідальністю «Нива», яке визнано банкрутом. В 2010-х роках на території сільської ради працюють: фермерські господарства «Апіс», «Рябинка», «Алфьоров», «Мірт».
На території колишньої сільської ради працюють установи: загальноосвітня школа І — ІІІ ступенів, дитячі навчальні заклади «Мрія» та «Рябинка», сільська рада, будинок культури, амбулаторія загальної практики — сімейної медицини, Фельдшерський пункт, ветеринарна лікарня, 9 торгових підприємств, філія бібліотеки, відділення поштового зв'язку, філія ТВБВ «Ощадбанк» 10018/16.
На території ліквідованої сільської ради знаходяться 3 пам'ятники воїнам-визволителям, одна братська могила, 3 цвинтарі, Свято-Миколаївська церква.

## Відомі люди
- Криворучко Іван Семенович — радянський та російський актор, театральний режисер та театральный педагог, Народний артист Росії.
- Погорілко Павло Олександрович — радянський фізик, конструктор, специаліст в галузі радіолокації.
- Стреляний Анатолій Іванович — український російськомовний письменник і журналіст.
- Харитоненко Микола Аркадійович — підполковник Армії УНР.